# Sarcocentrum
× Sarcocentrum, (abreviado Srctm) en el comercio, es un híbrido intergenérico entre los géneros de orquídeas Ascocentrum × Sarcochilus. Fue publicado en Orchid Rev. 79(933) cppo: 3 (1971).